# Placenta (botânica)
Em Botânica, o termo placenta designa um tecido pertencente ao ovário, que faz parte dos carpelos (órgãos reprodutores femininos da flor), sobre o qual se desenvolvem os óvulos até ficarem na forma de sementes. por essa razão designa-se, ainda, como receptáculo de sementes. Este tecido é constituído por células de transferência que têm como função aumentar a área de absorção da membrana plasmática.
Existem vários tipos de placentação, conforme a disposição dos óvulos nos ovários:
- Placentação axial - quando da união da base de vários carpelos se forma um gineceu bi ou multilocular, com os óvulos dispostos na porção central.
- Placentação parietal - quando os óvulos se encontram presos à parede do ovário ou das suas expansões.
- Placentação laminar - é um caso específico da anterior, em que o gineceu é apocárpico.
- Placentação central livre - em que a placenta forma uma coluna de tecido central, sendo exclusiva dos ovários uniloculares.
- Placentação basal - quando o óvulo se situa na base do ovário.
- Placentação apical - quando o óvulo se situa no ápice do ovário.
- Placentação marginal - quando a placenta se distribui ao longo da margem do carpelo de um ovário unilocular.